# Джеллико (пролив)
Джелико (англ. Jellicoe Channel) — один из трёх проливов, соединяющих залив Хаураки и Тихий океан (два других пролива — Колвилл и Крэдок). Находится к северо-востоку от Окленда. Пролив Джеллико разделяет полуостров Окленд и остров Литл-Барриер. Максимальная глубина в проливе — 120 м.
В проливе ведётся рыболовный промысел, а также промысел устриц.